# Cratere Vega
Vega è un cratere lunare di 73,51 km situato nella parte sud-orientale della faccia visibile della Luna.